# Cyllodania
Genre
Cyllodania est un genre d'araignées aranéomorphes de la famille des Salticidae.

## Distribution
Les espèces de ce genre se rencontrent au Costa Rica, au Panama, au Venezuela, en Équateur, au Brésil et à la Trinité.

## Liste des espèces
Selon World Spider Catalog (version 21.5, 08/01/2021) :
- Cyllodania bicruciata Simon, 1902
- Cyllodania marietae Bustamante & Ruiz, 2020
- Cyllodania trinidad Bustamante & Ruiz, 2017
- Cyllodania zoobotanica Bustamante & Ruiz, 2017

## Publication originale
- Simon, 1902 : « Description d'arachnides nouveaux de la famille des Salticidae (Attidae) (suite). » Annales de la Société Entomologique de Belgique, vol. 46, p. 24-56 & 363-406 (texte intégral).